# Verkaufsort

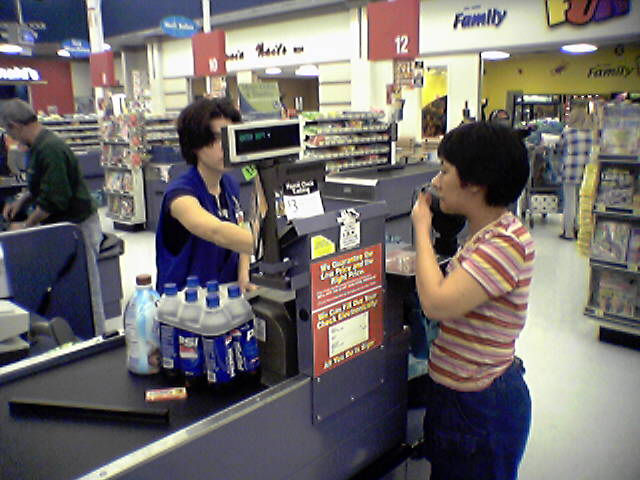
Point of Sale in einer Wal-Mart-Filiale (2004)

Verkaufsort (englisch Point of Sale, Abkürzung: PoS) bezeichnet den Ort, an dem der Verkauf vollzogen wird. Für den Käufer (Konsument) ist es die Einkaufsstelle (englisch Point of Purchase, Abkürzung: PoP), also der Ort, an dem der Kauf vollzogen wird.
Am Verkaufsort können Verkaufsräume, Verkaufsstände, Verkaufsfahrzeuge oder eine offene Verkaufsfläche vorhanden sein. Im fliegenden Handel kann es sich aber auch um beliebige und wechselnde öffentliche oder private Orte handeln, an denen Ware angeboten und verkauft wird.
Formal wird oft auch von Verkaufsstätte gesprochen. Im Baurecht ist damit in der Regel das Gebäude gemeint, in dem sich Verkaufsräume befinden.

## Bedeutung
Im weitesten Sinne ist ein Verkaufsort das Gebäude oder Einkaufszentrum, in dem sich ein Verkaufsgeschäft befindet. Eine sichtbare Gestaltung des Gebäudes, der Fassade und der Außenwerbung (Beschriftung, Lichtreklame) ist wichtig, um Fernwirkung zu erzielen und potenzielle Kunden von weitem anzusprechen. Im engeren Sinne ist der Verkaufsort das Geschäft selbst. Gestalterisch ist eine einladende Eingangsgestaltung, Schaufenstergestaltung, Farb- und Lichtgestaltung wichtig. Der Anbieter will mit der Präsentation der Ware im Schaufenster oder an einem Kontaktpunkt (im Geschäft, am Regal) beim Käufer positive Emotionen auslösen und die Kaufabsicht für dieses Produkt wecken. Die Kasse soll vom Eingangsbereich nicht einsehbar sein, um den Kunden nicht daran zu erinnern, dass er für seinen Einkauf (positives Gefühl) zahlen muss (negatives Gefühl).

## Gestaltungsmöglichkeiten
Die Gestaltung von Läden mit Selbstbedienung hat die Aufgabe, den Kunden in den hinteren Geschäftsbereich zu leiten, damit die gesamte Fläche optimal genutzt wird. Dazu ist die Lichtgestaltung bedeutsam: Die Helligkeit der Innenbeleuchtung muss vom Eingang bis in den hintersten Bereich zunehmen. Die Platzierung der Regale erfolgt nach speziellen Plänen, die die Lauflogik berücksichtigen. Erkenntnisse über das Blickverhalten der Konsumenten liegen diesen Plänen zugrunde, beispielsweise gilt die rechte Ecke hinter der Eingangstür als sehr verkaufsschwach und alle Bereiche, die der Kunde direkt vor Augen hat, gelten als verkaufsstark. Viele zusätzliche Regale werden scheinbar „in den Weg“ gestellt – sie fallen auf und führen zu verstärktem Absatz der präsentierten Waren.
Die Ebenengestaltung bezieht sich auf drei Ebenen der Regalhöhe. Die erste (= unterste) Ebene dient dem direkten Verkauf. Sie wird weiter unterteilt in den optimalen Verkaufsbereich, der in der Greif- und Augenhöhe der Konsumenten liegt, sowie in den Bück- und Streckbereich, die für sich verkaufsschwächer sind. Waren, deren Verkauf gefördert werden soll, müssen in Augenhöhe platziert werden. Die oberste „dritte Ebene“ dient der Orientierung der Kunden und beinhaltet Hinweisschilder und Symbole auf die darunter angebotenen Waren. Solches sind riesengroße mit Luft aufgepumpte Werbeträger (Aufblasriesen), zum Beispiel eine riesige Banane für die Obstabteilung oder ein überdimensionales Stofftier für die Spielzeugabteilung.
Ziel des PoS (Verkäufersicht) oder PoP (Käufersicht) ist es Spontankäufe in der letzten Minute vor dem Zahlen an der Kasse anzuregen. Waren werden zusätzlich vor der Kasse platziert (Zweitplatzierung) und nicht am Stammplatz. Der Kunde entscheidet über den Kauf eines Produkts selbst und eine gefällige, ansprechende Zurschaustellung der Ware ist nötig. Die Verkaufspunkte werden mit Displays, „Regal-Stoppern“, Fensterklebern, Demo- und Degustationsständen, Aktionstafeln, Pfeilen, „Rotairs“ (bewegliche Plakate, die an einer Schnur von der Decke hängen und sich um die eigene Achse drehen), Körben, Türmen, Bodenklebern, Warenvorschubsystemen ausgerüstet und unterstützt. Eine nur knapp über dem herrschenden Lärmpegel liegende Hintergrundmusik (Instrumentalstücke) und „Beduftung“ zeigen unterstützende Wirkung. Ebenso wird „Wohlfühlklima“ wie Temperatur und passende Luftfeuchtigkeit zur Kaufbereitschaft genutzt.
Neben diesen grundlegenden Gestaltungselementen wird vermehrt versucht, eine positive Stimmung beim Einkauf zu generieren. Dementsprechend spricht man inzwischen auch vom PoE (Point of Emotion). Diese Entwicklung ist besonders im Groß- und Einzelhandel notwendig, um einen Wettbewerbsvorteil zu behalten. Zu den häufig verwendeten Elementen der psychologischen Stimulation zählen die Beduftung, die Farbgestaltung, sowie die Musik am PoS.

## Imagewirkung
Der Konsument trifft am Verkaufsort auf ein Handelsunternehmen und erhält ein Händlerimage dargeboten. Die Kurzform PoS steht sowohl für „Point of Sale“ als auch für „Point of Service“, wobei eine Abgrenzung zwischen beiden teilweise unscharf sein kann.

## Electronic Point of Sale
Eine Weiterentwicklung des PoS ist der Electronic Point of Sale (EPOS). Das ist ein System im Einzelhandel, bei dem der Strichcode des an der Kasse verkauften Produktes gescannt wird. Der Verkauf wird darauf unmittelbar über ein Computersystem mit dem Lager abgeglichen. Das einzelne als verkauft gekennzeichnete Produkt wird so aus dem Inventar herausgenommen und der Lagerbestand automatisiert korrigiert.